# Szachna Eliasz Cynamon
Szachna Eliasz Cynamon (Tarnobrzeg, 25 de abril de 1925 – Rio de Janeiro, 10 de junho de 2007) foi um engenheiro, professor e pesquisador brasileiro de ascendência polonesa. 
Foi o criador, em 1965, do Departamento de Saneamento e Saúde Ambiental (DSSA) da Escola Nacional de Saúde Pública Sérgio Arouca (Ensp), unidade técnico-científica da Fundação Oswaldo Cruz (Fiocruz) e idealizador, em 1993, do Programa Universidade Aberta.
É reconhecido como um dos 16 maiores cientistas da história da Fiocruz, sendo, inclusive, idealizador da primeira patente tecnológica internacional da fundação.

## Biografia
Szachna nasceu em 1925, em Tarnobrzeg, na Polônia. Era filho de Hersz Cynamon e Ryfka Cynamon. Imigrou para o Brasil em 1933 com os pais e irmão mais novo, Meileh. A família se estabeleceu primeiramente em Petrópolis e depois para a capital fluminense. Na capital, por intermédio de seu pai, passou a trabalhar no Departamento de Imprensa e Propaganda. Fez seu curso Ginasial no Lyceu Fluminense, que funcionava no Palácio Princesa Isabel, em Petrópolis. Completou seus estudos básicos no Colégio Pedro II do Rio de Janeiro.
Em 1951, se formou pela Escola Nacional de Engenharia da Universidade do Brasil, atual UFRJ. Recém-formado, começou a estagiar no escritório do conceituado engenheiro russo Greg Zaharov. No trabalho, ficou próximo do engenheiro David Grynfogiel, o que lhe valeu em 1952 a ida para o Serviço Especial de Saúde Pública (SESP), onde iniciou sua trajetória profissional como engenheiro sanitário.
Seu trabalho, inicialmente, era sobre cálculos de cimento argamassa para projetos de obras de saneamento básico. Depois foi admitido como engenheiro distrital no Centro de Saúde do SESP em Colatina, região de extração mineral de mica, ferro e pedras preciosas da Companhia Vale do Rio Doce. Entre 1952 e 1954 trabalhou no município de Governador Valadares, região de produção de aço e ferro gusa.
Como subchefe da área de engenharia do SESP coordenou projetos de obras para instalações de tratamento e abastecimento de água e esgoto sanitário. Em 1955 concluiu o curso de especialização na Faculdade de Higiene e Saúde Pública da Universidade de São Paulo, onde, em 1969, obteve o título de doutor em saúde pública com a tese Procedimentos para equacionamento e projeto de esgotos sanitários de pequenas comunidades.
A carreira de engenheiro sanitário também incluiu várias atividades no campo da educação sanitária, com treinamentos realizados em escolas rurais por diversos estados. Em 1966 ingressou na Escola Nacional de Saúde Pública (ENSP), onde criou o Departamento de Saneamento e Saúde Ambiental e também idealizou a primeira patente tecnológica internacional da Fiocruz, o Valo Aeróbio-anaeróbio de Oxidação ETE – em Escala Piloto da Fiocruz (1996).
Foi o principal responsável pela consolidação do ensino no campo da engenharia sanitária na instituição. Foi também o idealizador e coordenador do Projeto Articulado de Melhoria da Qualidade de Vida da Universidade Aberta (1993-2000). Fundou e presidiu a Cooperativa dos Trabalhadores Autônomos do Complexo de Manguinhos (1994-2002).

## Vida pessoal
Casou-se com Ida Cynamon com quem teve três filhas: Débora, Simone e Janine.

## Morte
Szachna morreu em 10 de junho de 2007, na cidade do Rio de Janeiro, aos 82 anos. Ele foi sepultado no Cemitério Israelita de Vilar dos Teles.

## Prêmios e Homenagens
Recebeu o Prêmio Destaque do Ano 2007, outorgado pela Escola Nacional de Saúde Pública Sérgio Arouca ENSP da Fiocruz, em reconhecimento da sua inestimável contribuição e dedicação nas áreas de pesquisa, desenvolvimento tecnológico, ensino, gestão e serviços prestados à comunidade de Manguinhos. Em 1999 recebeu a medalha de Mérito do Sistema CONFEA/CREAs pelos relevantes serviços prestados ao Conselho Federal, aos Conselhos Regionais, às  profissões, à regulamentação profissional e ao aprimoramento técnico-profissional.
Em 2002, no centenário da OPAS, o professor Cynamon foi premiado pelos serviços prestados à engenharia de Saúde Pública e ao país. Em 2003 recebeu a Medalha de Mérito Pedro Ernesto outorgada pela Câmara Municipal do Rio de Janeiro proposta parlamentar do Vereador Professor Uoston.
Recebeu o prêmio Personalidade Científica em Desenvolvimento Tecnológico do Século XX, concedido pela Associação Brasileira de Engenharia Sanitária e Ambiental ABES, em 1999, por ocasião do 20º Congresso de Engenharia Sanitária e Ambiental, no Rio de Janeiro e foi reconhecido pelo CREA RJ em 2001 como Personalidade da Engenharia Sanitária do Século XX.
Em sua homenagem e em reconhceimento ao seu trabalho e deciação a FIOCRUZ denominou a ETE Central de Saneamento do Campus Manguinhos com o seu nome ETE Central de Saneamento Szachna Eliasz Cynamon (ETE CS). 